# Ronssoy Communal Cemetery
Le cimetière « Ronssoy Communal Cemetery » est un cimetière militaire de la Première Guerre mondiale situé à sur le territoire de la commune du Ronssoy, (Somme).

## Localisation
Ce cimetière est situé à l'intérieur du cimetière communal.

## Historique
Le Ronssoy fut occupé par les Allemands dès le début de la guerre le 28 août 1914. Le 5 avril 1917, Ronssoy fut capturé par la 48è division (South Midland) lors de la phase finale de la retraite allemande sur la ligne Hindenburg. Il fut ensuite perdu à nouveau lors de l'offensive allemande de mars 1918 et repris par le 7è Royal West Kent le 18 septembre 1918 .

## Caractéristique
Le cimetière communal avait d'abord été utilisé par les troupes allemandes et un soldat britannique y avait été inhumé. Les troupes britanniques ont enterré les autres soldats en décembre 1917 et en septembre et octobre 1918. Il y a maintenant plus de 46 victimes de la guerre de 1914-18 commémorées sur ce site dont  un petit nombre n'est pas identifié.

## Galerie

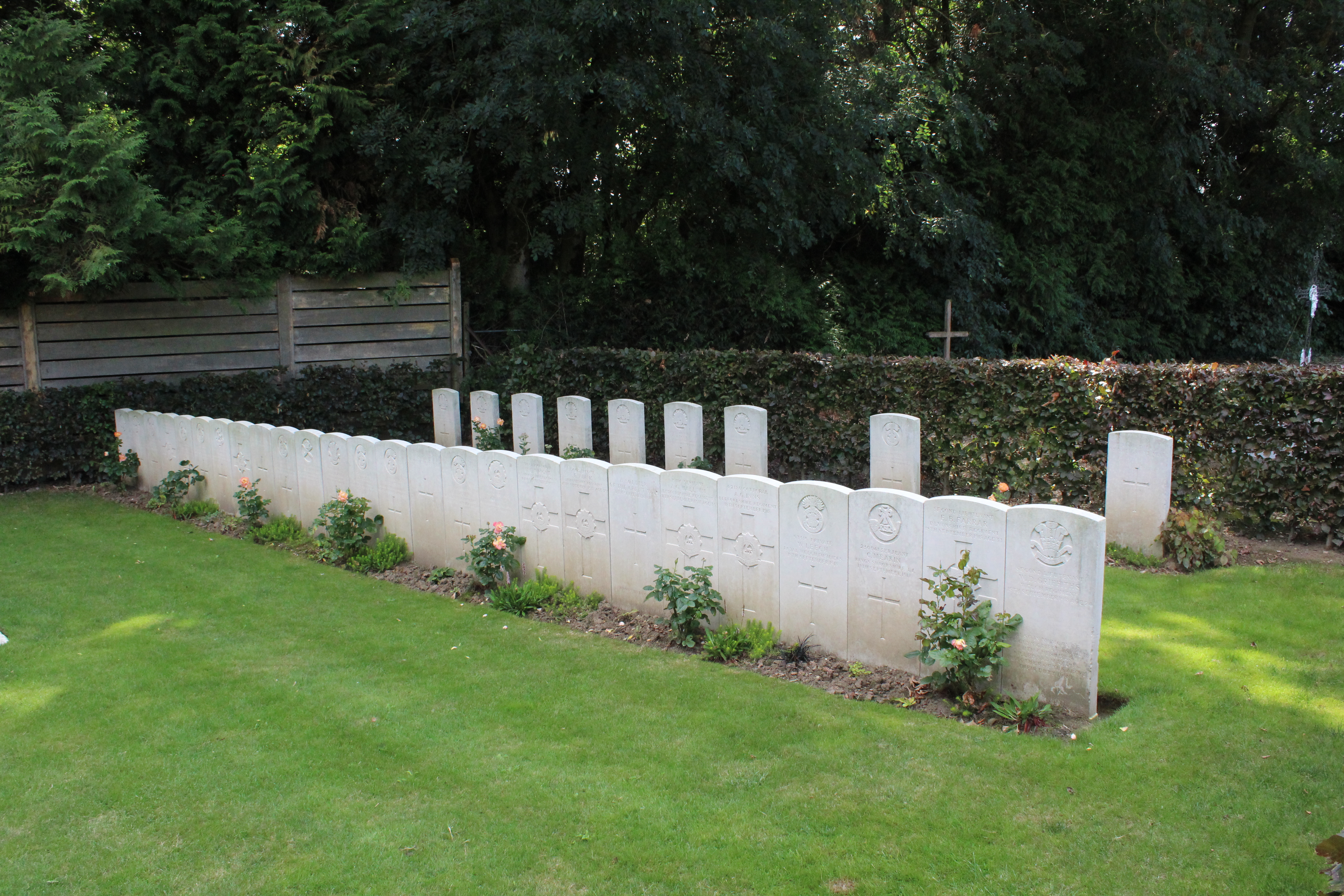
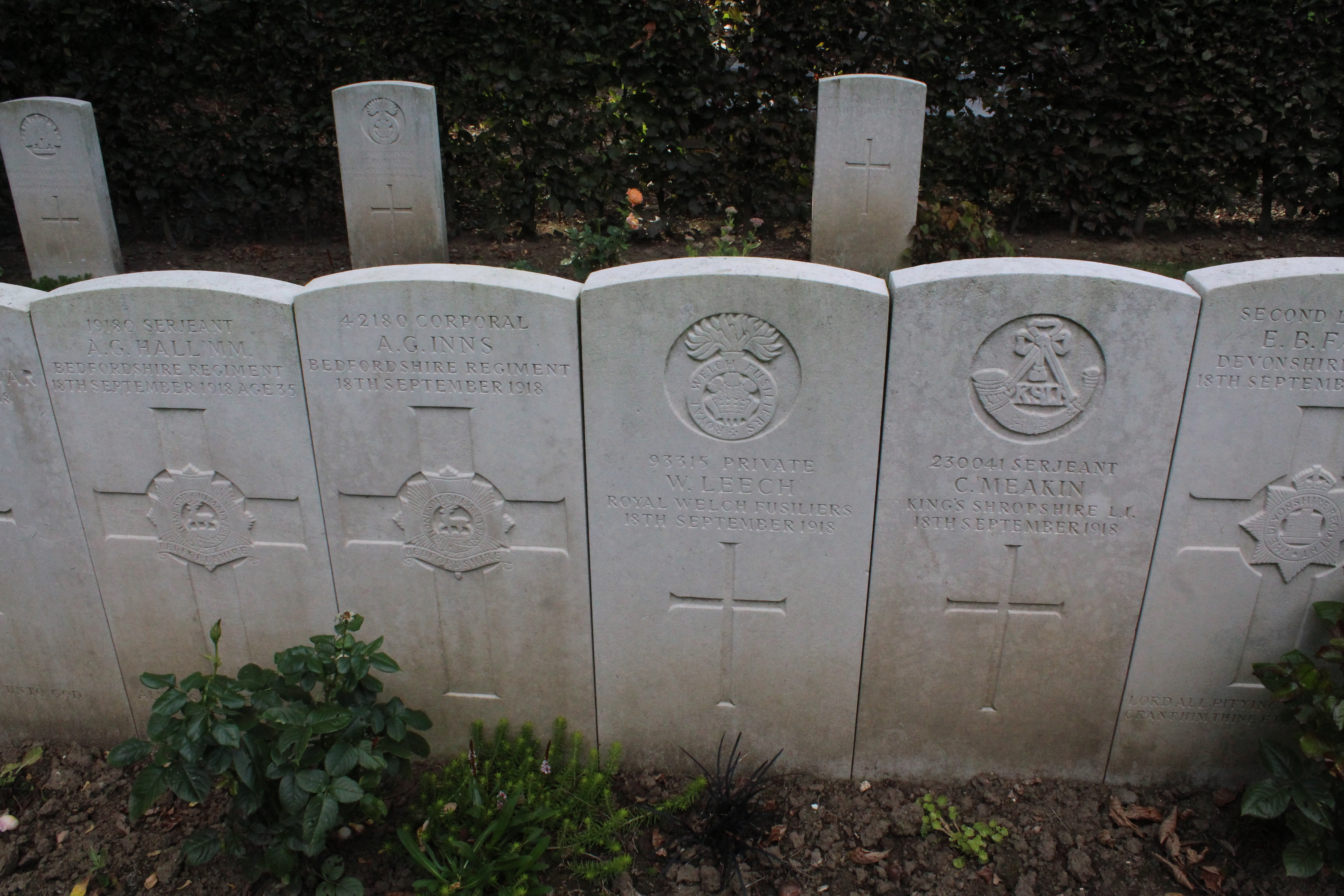

## Sépultures
| Pays        | Sépultures |
| ----------- | ---------- |
| Royaume-Uni | 39         |
| Australie   | 7          |
| Total       | 46         |